# Climatologia

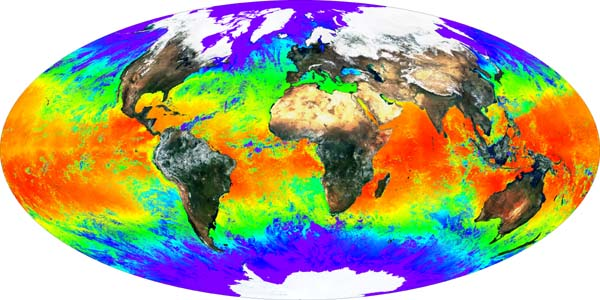
Distribuzione della temperatura sulla superficie marina. In rosso le aree a temperatura più elevata, in blu le aree a temperatura meno elevata.

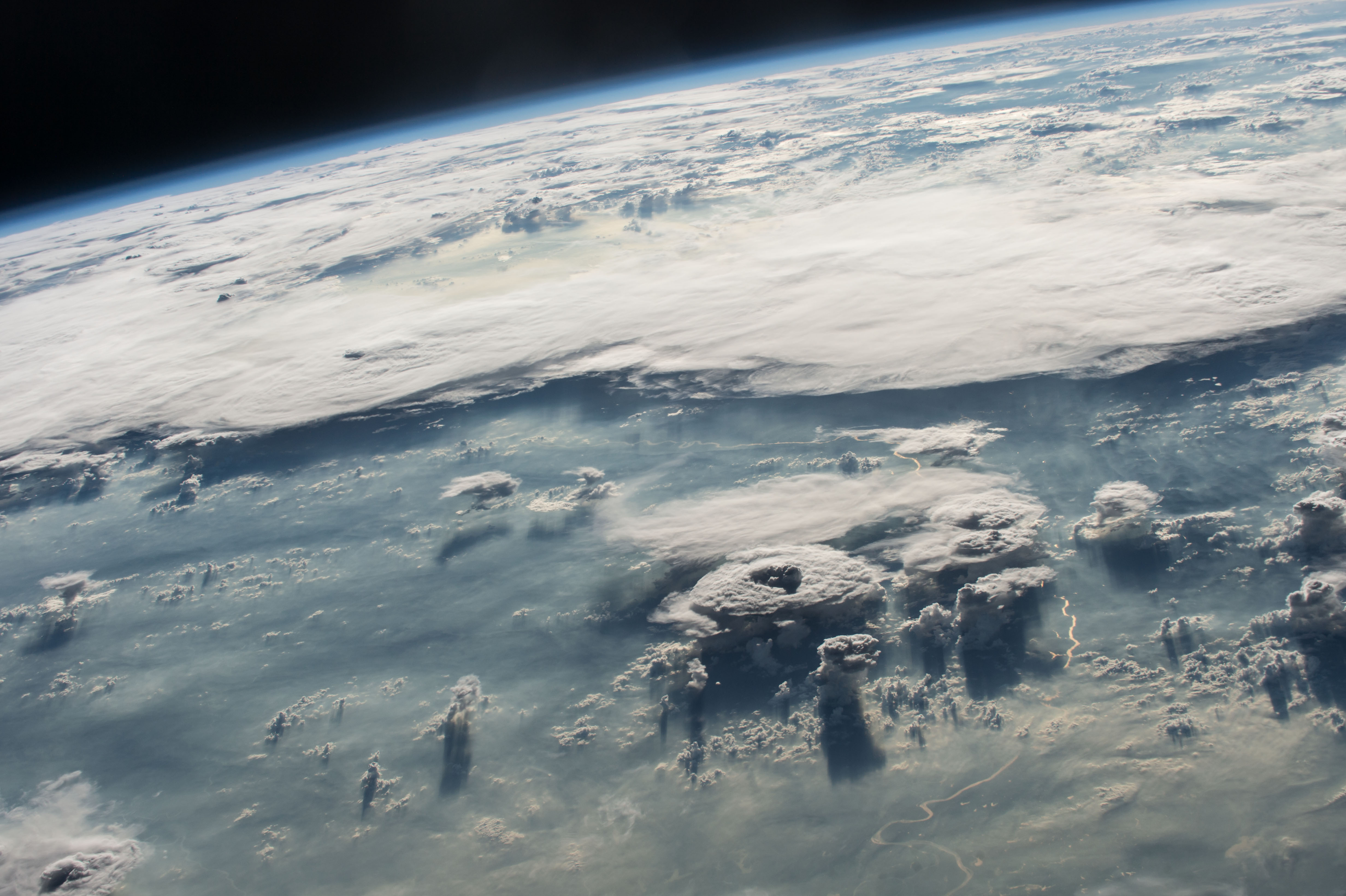
Imponenti cumulonimbus e altre nuvole vengono avvistati durante un passaggio sulla Terra dall'equipaggio della Spedizione 48 a bordo della Stazione Spaziale Internazionale. Le fotografie della stazione forniscono ai ricercatori sulla Terra dati chiave per comprendere il pianeta dalla prospettiva della ISS.

La climatologia (dal greco κλίμα klima, ovvero "regione, zona", e λογία logìa) è la branca delle scienze della Terra e delle scienze dell'atmosfera che si occupa dello studio del clima, ovvero, scientificamente parlando, delle "condizioni medie del tempo meteorologico in un periodo di tempo di almeno 20-30 anni". Attraverso opportuni modelli fisico-matematici detti modelli climatici si possono studiare le dinamiche del clima e fare delle previsioni climatiche per il futuro evidenziando eventuali mutamenti climatici.

## Descrizione

### Origini
I primi passi dello studio del clima si possono fare risalire addirittura a Edmund Halley, che nel 1686 pubblicò una carta dei venti alisei dopo un viaggio nell'emisfero australe. Benjamin Franklin nel XVIII secolo per primo mappò il percorso della corrente del Golfo. Francis Galton inventò il termine anticiclone. Helmut Landsberg cominciò a usare l'analisi statistica nella climatologia, assegnandole lo status di scienza vera e propria.

### Interdisciplinarità

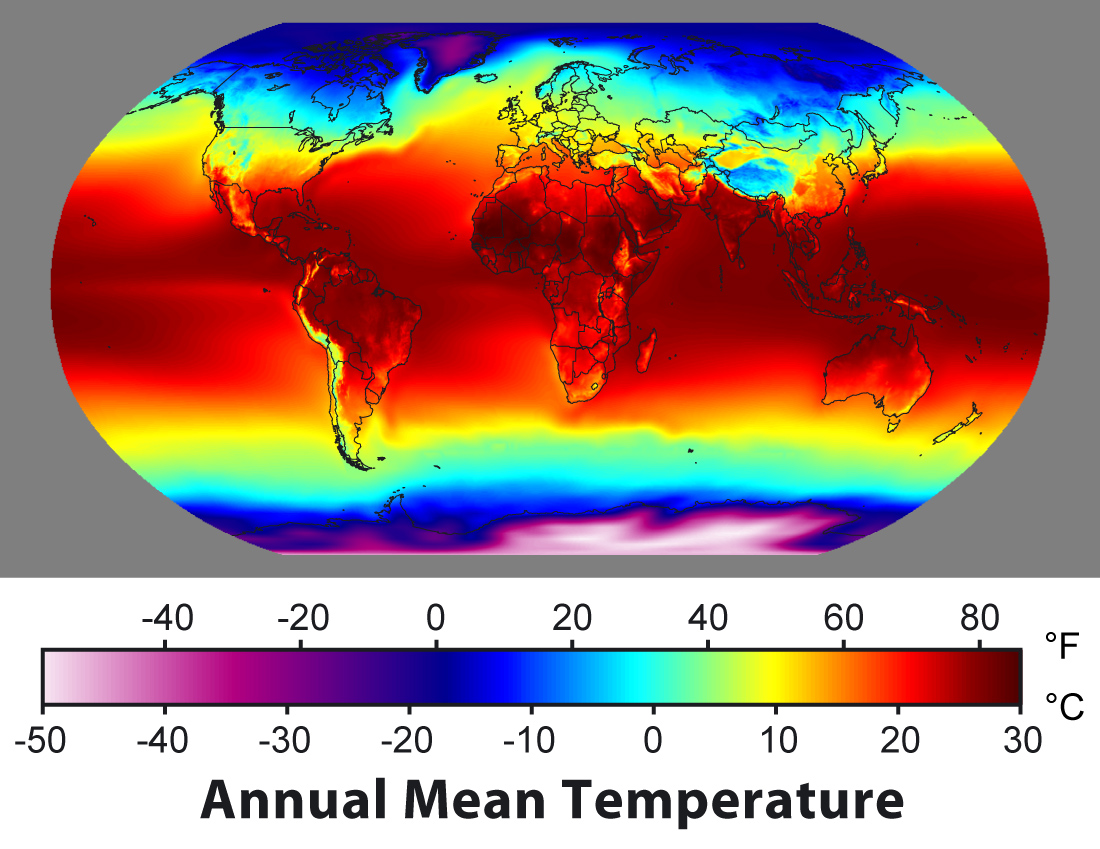
Carta delle temperature medie del pianeta rilevate nell'arco di 30 anni, dal 1961 al 1990. Simili dati, raccolti per un lungo periodo di tempo, hanno una notevole importanza per lo studio climatologico.

Ambiti di interesse climatologico sono poi la stratificazione atmosferica, la circolazione delle masse e del calore (per irraggiamento, per moti convettivi o per calore latente), le interazioni tra l'atmosfera e gli oceani e i continenti (in questo caso soprattutto la vegetazione, l'uso antropico di un territorio e la sua topografia) e la composizione chimico-fisica dell'atmosfera. 
La climatologia è dunque una scienza estremamente multidisciplinare in stretto legame con molte altre branche delle Scienze della Terra e non solo: in essa convergono infatti discipline come l'astrofisica, la chimica, l'ecologia, la geologia, la geofisica, la glaciologia, l'idrologia, l'oceanografia e la vulcanologia.

### Differenze con la meteorologia
A differenza della meteorologia, che studia il tempo atmosferico considerando brevi periodi (al massimo 2-3 settimane), la climatologia studia i differenti sistemi climatici che si sono succeduti dal passato più remoto: si occupa cioè delle periodicità con cui i differenti climi si sono manifestati nel corso dei millenni, in relazione alle condizioni atmosferiche, evidenziando dunque le diversità in termini temporali e statistiche. I climatologi - gli studiosi della climatologia - si interessano sia delle caratteristiche climatiche locali, regionali o globali sia dei fattori (naturali o umani) che possono favorire un cambiamento climatico; studiando il passato, i climatologi tentano di prevedere futuri cambiamenti climatici.

### Branche
All'interno della climatologia vi sono differenti approcci allo studio del clima che mirano a obiettivi diversi dando vita a differenti branche: 
- la climatologia statistica o statistica climatologica è la disciplina che fa ampio uso della statistica per analizzare i dati climatici sul medio-lungo periodo (serie storiche) e sancire l'avvenuto mutamento climatico o meno in un certo periodo temporale e in un certo luogo, evidenziando trend e oscillazioni (detection). A partire da queste analisi è possibile ricercare le cause di detti cambiamenti (attribution) analizzando le forzanti climatiche e le retroazioni in genere con l'uso di modelli climatici.
- la modellistica climatologica è un'altra branca fondamentale della climatologia che tenta di riassumere in complessi modelli matematici tutte le conoscenze, i processi e i meccanismi di interazione dei sistemi che definiscono il sistema climatico (vedi paragrafo successivo); questi modelli vengono utilizzati per conoscere meglio le condizioni climatiche del passato, per comprendere quelle del presente e infine prevedere quelle future. Ogni ricerca sul clima è però resa difficoltosa dalla grandezza della scala a cui si lavora, dall'ampiezza dei periodi di tempo che si considerano e dall'intrinseca complessità dei processi che governano l'atmosfera; oggi è generalmente accettato che esso è governato da equazioni differenziali che trovano fondamento nelle leggi della fisica, in particolare nella dinamica dei fluidi e nel trasferimento radiativo. Il clima è a volte rappresentato come un processo stocastico, anche se ciò è ritenuto un'approssimazione di processi altrimenti complicati da analizzare. Inserendo o togliendo dal modello determinate forzanti climatiche e facendo girare il modello, una volta validato, sui dati passati si possono fare studi di attribution ovvero attribuzione di cause (naturali o antropiche) sui cambiamenti climatici passati in base al confronto tra i risultati ottenuti dal modello e quelli storicamente rilevati.
- la paleoclimatologia tenta di descrivere i climi delle ere passate esaminando sedimenti glaciali (le cosiddette carote di ghiaccio) o gli anelli degli alberi (in quest'ultimo caso si parla di dendroclimatologia).
- la paleotempestologia utilizza le medesime tecniche per determinare la frequenza dei cicloni e delle tempeste nell'arco dei secoli. Lo studio dei climi più recenti si avvale invece dei dati meteorologici accumulati nel corso degli anni, come la quantità di pioggia caduta, la temperatura e la composizione atmosferica.
- la climatologia storica, infine, si occupa del clima in relazione alle vicende storiche dell'uomo e per questo motivo si concentra specialmente negli ultimi millenni di storia del nostro pianeta.

## Modelli climatici
I modelli climatici vengono utilizzati per simulare le interazioni tra l'atmosfera, gli oceani, i continenti e le calotte polari. Attraverso questi strumenti si può studiare la dinamica del clima e prevedere possibili scenari futuri. Un modello climatico deve riuscire a bilanciare l'energia in input al sistema-Terra (la radiazione elettromagnetica
proveniente dal Sole) con l'energia in output (principalmente radiazione infrarossa). Qualora questo bilancio non venga rispettato, si entra nell'ambito di un cambiamento climatico.
I modelli climatici più famosi sono quelli che legano la temperatura terrestre alla presenza di anidride carbonica (e di altri gas serra) nell'atmosfera: essi prevedono un progressivo aumento delle temperature in risposta all'incremento delle concentrazioni di tali gas, dovuto anche ad emissioni antropiche.
I modelli climatici possono essere caratterizzati da diversi livelli di complessità:
- modelli che trattano il trasferimento di calore solo per irraggiamento, in cui la Terra è considerata puntiforme e che considerano solo l'energia media scambiata.
- modelli che trattano il trasferimento di calore per irraggiamento e per convezione.
- modelli che prevedono la discretizzazione e la risoluzione delle equazioni di scambio termico (per irraggiamento e per convezione) e delle equazioni di scambio di massa.

## Climatologi famosi
- Francis Galton
- Edmund Halley
- Wladimir Köppen
- Helmut Landsberg
- Hubert Lamb
- Milutin Milanković
- John Russell Mather
- Tim Oke
- James Hansen
- Syukuro Manabe
- Klaus Hasselmann